# François Rasse de Noeux
François Rasse de Noeux fue un cirujano y poeta francés del siglo XVI, fallecido el 17 de noviembre de 1581.

## Semblanza
Hijo de un cirujano real, sucedió a su padre en esta función cuando este último fallecido el 24 de enero de 1552. Trabajo inicialmente como cirujano católico al servicio de Catalina de Médici, pero se convirtió al protestantismo y se hizo médico de Juana de Albret. 
Amigo de Bernard Palissy, que lo denominó cirujano famoso y excelente, poseía una considerable biblioteca así como un gabinete de curiosidades. 
A su muerte dejó varios volúmenes de manuscritos que contenían documentos políticos, discursos y poemas. Es autor de una colección de poesías calvinistas, muchas de las cuales estaban dirigidas contra el paganismo de la Pléyade e incluso contra el propio Pierre de Ronsard. Se publicó en 1866 en Reims, siguiendo un manuscrito que se conservaba en la Biblioteca Nacional de Francia.
- Datos: Q3085653
- Multimedia: François Rasse des Noeux / Q3085653